# Gathorens
Gathorens (Fissurellidae) zijn een familie van weekdieren die behoren tot de klasse der Gastropoda (buikpotigen of slakken). Het is een zeer grote familie van slakken die vrijwel wereldwijd voorkomt. De groep werd door de Schot John Fleming (1785-1857) in 1822 benoemd.

## Kenmerken
Ze hebben hun naam te danken aan een kleine opening aan de top van de geribbelde, kegelvormige schelp, die dient voor de excretie, echter niet alle gevonden soorten hebben deze opening, de openingen zijn pas bij volwassen dieren "open".
De losse eieren zijn overdekt met een gelatineuze huid.

## Verspreiding en leefgebied
De vele honderden soorten zijn alle herbivoor en leven in ondiep, warm water. De grootste soort is Megathura crenulata (Sowerby, 1825), ook bekend als de Californische reuzengathoren. Deze soort kan tot 12 cm lang worden en komt voor aan de kust van Californië. In de Europese zeeën leven ongeveer 22 soorten, onderverdeeld in vier geslachten.

## Genera en soorten
- Familie: Fissurellidae (Fleming, 1822)
  - Geslacht: Cranopsis A. Adams, 1860
  - Geslacht: Diodora J. E. Gray, 1821
  - Geslacht: Emarginula Lamarck, 1801
  - Geslacht: Fissurella Bruguiere, 1789
  - Geslacht: Fissurellidea D'Orbigny, 1841
  - Geslacht: Hemitoma Swainson, 1840
  - Geslacht: Laevinesta Pilsbry & McGinty, 1952
  - Geslacht: Lucapina G. B. Sowerby II, 1835
  - Geslacht: Lucapinella Pilsbry, 1890
  - Geslacht: Megatebennus Pilsbry, 1890
  - Geslacht: Megathura Pilsbry, 1890
  - Geslacht: Puncturella R. T. Lowe, 1827
  - Geslacht: Rimula DeFrance, 1827
  - Geslacht: Scelidotoma Choe, Yoon & Habe, 1992
  - Onderfamilie: Diodorinae
  - Onderfamilie: Emarginulinae
  - Onderfamilie: Fissurellinae
  - Onderfamilie: Hemitominae Kuroda, Habe & Oyama, 1971